# Give Up Yer Aul Sins
Give Up Yer Aul Sins ist ein irischer animierter Kurzfilm von Cathal Gaffney aus dem Jahr 2001.

## Handlung
In einer Grundschule wird ein Mann vom Fernsehen erwartet. Die Kinder sollen ihm vor laufender Kamera eine Geschichte aus der Bibel erzählen und ein kleines Mädchen darf mit der Erzählung von Johannes dem Täufer beginnen.
Sie berichtet, wie Johannes der Täufer einst eine boshafte Frau aufforderte, Buße zu tun und ihre Sünden zu bekennen. Die jedoch wollte nicht, und als er ihr sagte, dass sie so in die Hölle kommen werde, ließ sie ihn inhaftieren. Über einen Bekannten ließ sich Johannes der Täufer bei Jesus erkundigen, ob der wirklich Gott und ein Heiliger sei. Jesus trug dem Bekannten auf, selbst zu sehen, dass die Leprakranken geheilt sind und die Blinden wieder sehen können. Johannes der Täufer war zufrieden, dass Jesus wirklich Gott ist. Die boshafte Frau jedoch kam in Kontakt mit einem boshaften König, der gerade eine Party gab und die Frau dazu einlud. Dort bat der König sie, für ihn zu tanzen, und sie tanzte ein wenig für ihn und durfte sich dafür einen Wunsch erfüllen lassen. Sie wählte keinen Goldschmuck und keine teure Armbanduhr, sondern wollte den Kopf von Johannes, der daraufhin enthauptet wurde.
Die Erzählung des Mädchens ist vorbei. Die Schulstunde endet und die Kinder rennen lärmend aus dem Klassenzimmer.

## Produktion
Give Up Yer Aul Sins wurde zu original Tondokumenten animiert: Peig Cunningham hatte in den 1960er-Jahren Schulklassen in Dublin zu Themen rund um die Bibel interviewt. Die Bänder wurden erst Jahrzehnte später wiederentdeckt und durch EMI als CD veröffentlicht. Die CD erhielt Fünffachplatin. Der Film nutzt eine dieser Erzählungen einer jungen Schülerin, die sich mit Johannes dem Täufer beschäftigt, und animiert die oft phantasievoll ausgeschmückte Geschichte in Sepia-Tönen. Die Rahmenhandlung mit der Lehrerin, die die Kinder auf die Aufnahme vorbereitet und am Ende das Lärmen der Kinder kommentiert, wurde nachträglich aufgenommen. Die Lehrerin wird dabei von Maria McDermottroe synchronisiert.

## Auszeichnungen
Bei den Irish Film and Television Awards gewann Give Up Yer Aul Sins einen IFTA Award in der Kategorie „Best Animation“. Zudem erhielt der Film drei Preise auf dem Cork International Film Festival, darunter zwei Jurypreise.
Give Up Yer Aul Sins wurde 2002 für einen Oscar in der Kategorie „Bester animierter Kurzfilm“ nominiert, konnte sich jedoch nicht gegen Der Vogelschreck durchsetzen.